# Sikorsky S-92
Sikorsky S-92 je dvoumotorový vrtulník střední nosnosti společnosti Sikorsky Aircraft Corporation. Jedná se o zvětšený model Sikorsky S-70. Je dostupný v mnoha provedeních, např. pro přepravu VIP nebo záchranářské.

## Historie

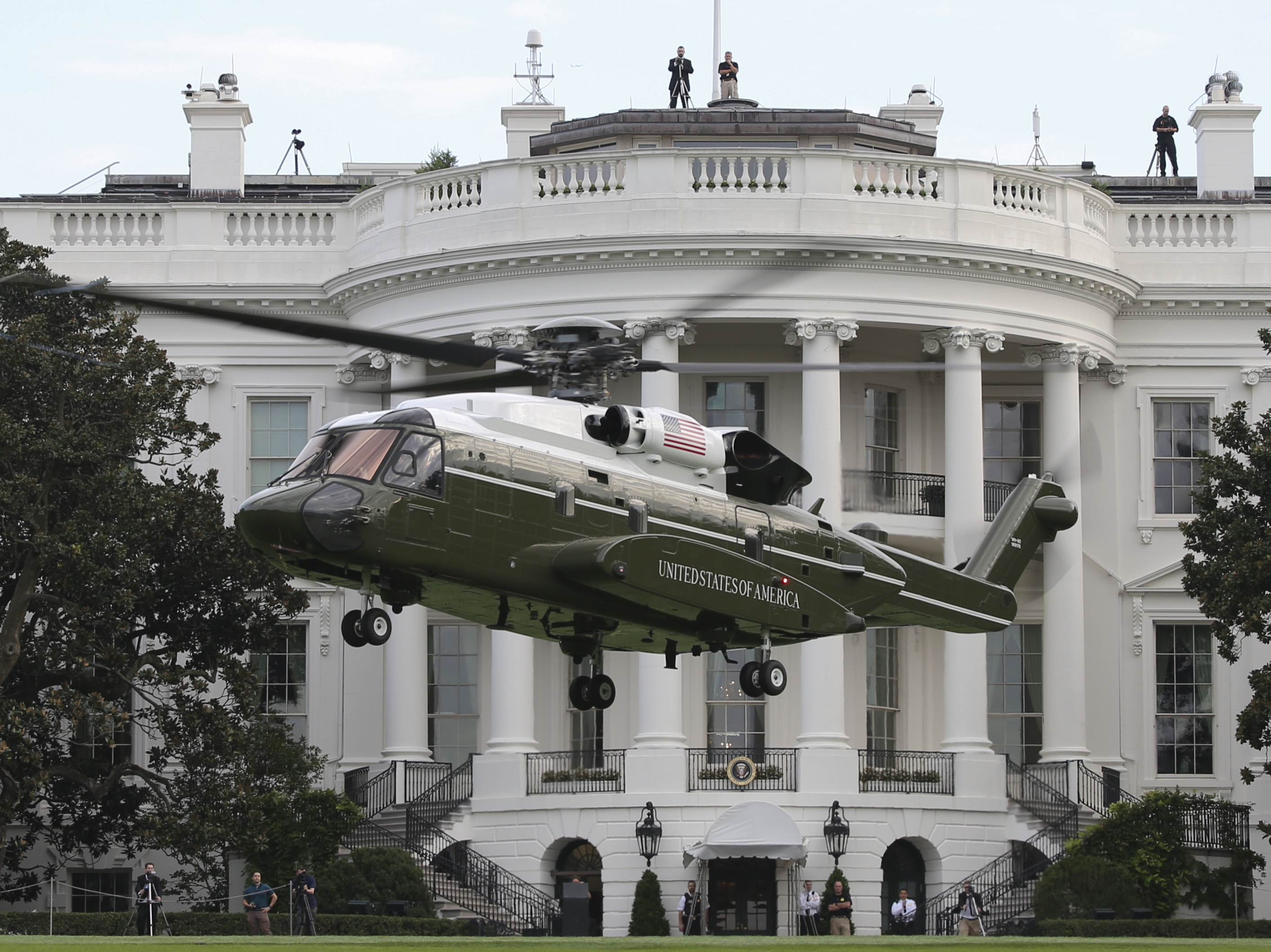
Sikorsky VH-92 přistává před Bílým domem

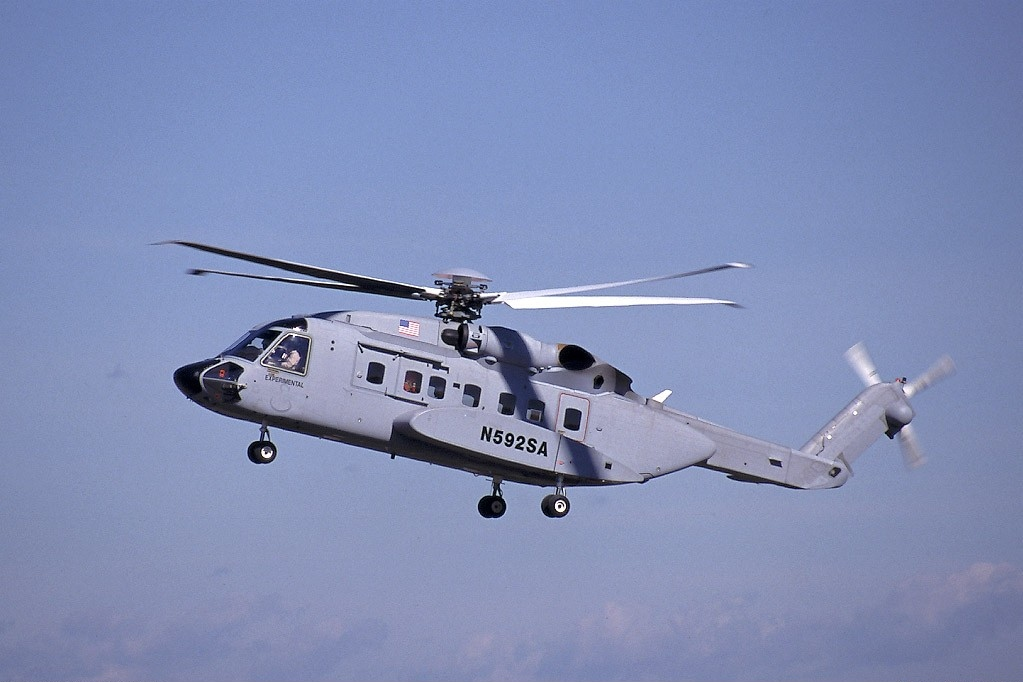
Sikorsky S-92A

První let S-92 uskutečnil v prosinci 1992 v Palm Beach. Vojenská verze H-92 Superhawk je dostupná jako 22 místný transportér. H-92 objednaly Kanadské ozbrojené síly v roce 2004 jako CH-148 Cyclone.
Na základě typu S-92 byl vyvinut specializovaný vrtulník Sikorsky VH-92 Patriot, určený k přepravě amerického prezidenta a dalších významných osob (tzv. Marine One). Plánována je stavba celkem 23 kusů této verze. V této roli má nahradit vrtulníky VH-3D Sea King a Sikorsky VH-60N White Hawk, zavedený roku 1989. Dne 19. srpna 2024 VH-92 Patriot absolvoval první let s prezidentem na palubě. Prezidenta Joea Bidena přepravil z O'Harova mezinárodního letiště na chicagský stadion Solider Field, kde měl promluvit na národním sjezdu Demokratické strany. Kompletní přechod na typ VH-92 Patriot byl původně plánován na rok 2023, přesto se uskuteční nejdříve v roce 2030. V roce 2022 námořní pěchota u prezidentské letky HMX-1 provozovala jedenáct VH-3D a osm VH-60N White Hawk. Zároveň mají být VH-3D vyřazeny roku 2026.

## Havárie
- 19. července 2008 stroj S-92 převážející reverenda Muna a další pasažéry se zřítil v Jižní Koreji.[4] Nikdo nebyl vážněji zraněn.[5]

- 12. března 2009 se S-92A společnosti Cougar Helicopters na letu 91 zřítil do moře z Newfoundlandu. Vrtulník přepravoval 18 cestujících a členů posádky na ropnou plošinu Hibernia u pobřeží Newfoundlandu. Při nehodě 17 osob zahynulo. Jediného přeživšího zachránil vrtulník S-92A společnosti Cougar Helicopters. Vrak vrtulníku byl později vyzvednut z mořského dna.[6]

- 28. února 2024 se S-92 zřítil do moře během výcvikového letu, nacvičujícího záchrannou a pátrací misi u západního pobřeží Norska. Všech šest pasažérů se podařilo vyzdvihnout z moře. Zachránění byli přepraveni do největšího zdravotnického zařízení v okolí, fakultní nemocnice v Bergenu.[7]

## Specifikace (S-92)

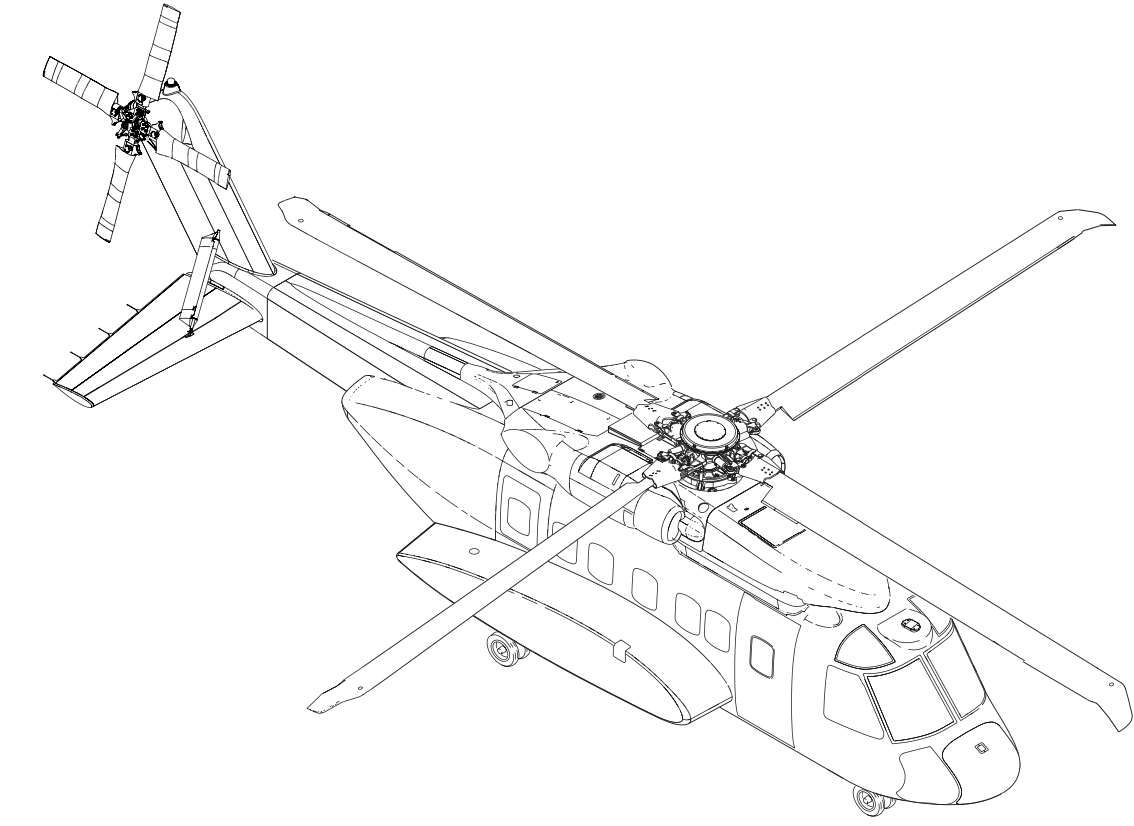
Nákres S-92

Údaje podle

### Technické údaje
- Posádka: 2 (pilot, kopilot)
- Kapacita: 19 cestujících
- Průměr nosného rotoru: 17,71  m
- Celková délka: 20,85 m
- Celková výška: 6,45 m
- Plocha disku nosného rotoru: 231,55  m²
- Prázdná hmotnost: 6 895 kg
- Max. vzletová hmotnost s vnitřním nákladem: 11 430 kg
- Max. vzletová hmotnost s vnějším nákladem: 12 020  kg
- Max. hmotnost podvěšeného nákladu: 4 536 kg

### Výkony
- Dolet: 890  km